# I pomeriggi
I pomeriggi è un singolo del cantautore italiano Giorgio Poi, pubblicato il 22 settembre 2021 dall'etichetta Bomba Dischi ed entrato in rotazione radiofonica dal successivo 1º ottobre.

## Descrizione
Successivamente alla pubblicazione del secondo album in studio Smog, il cantautore ha preso una pausa discografica di due anni. Il brano, scritto e prodotto dallo stesso Giorgio Poi, vede la collaborazione musicale del quartetto d'archi Quartetto Leonardo. In un'intervista a Billboard Italia il cantautore ha raccontato il significato e composizione del brano:

## Video musicale
Il video musicale, scritto e diretto da Gabriele Skià e Riccardo Sergio, è stato pubblicato il 24 settembre 2021 sul canale YouTube di Bomba Dischi.

## Tracce
Testi e musiche di Giorgio Poi.
1. I pomeriggi – 3:10

## Riconoscimenti
- 2022 – Videoclip Italia Awards[5]
  - Candidatura al miglior videoclip indie
  - Candidatura al miglior montaggio